# Date Kunishige
Date Kunishige est un nom japonais traditionnel ; le nom de famille (ou le nom d'école), Date, précède donc le prénom (ou le nom d'artiste).
Date Kunishige (伊達 邦成, 10 décembre 1841-29 novembre 1904) est un samouraï de l'ère Meiji.

## Biographie
Quinzième chef de la famille Watari-Date, Kunishige est vassal du han de Sendai. À la suite de la défaite du domaine de Sendai à l'issue de la guerre de Boshin, il aide Date Munemoto, le daimyo de Sendai, à déclarer son allégeance au nouveau gouvernement. Kunishige demande la permission au gouvernement de Meiji de s'installer en Hokkaidō et à aider à la remise en état des terres ; cela lui est accordé en janvier 1870 (Meiji 3). 
Comme de nombreuses autres familles de guerriers (elles composent le gros de l'immigration à destination de Hokkaidō entre 1869 et 1872, c'est-à-dire avant que le gouvernement ne mette en œuvre une politique coloniale active), Kunishige part donc vers le nord suivi de ses obligés. Il s'installe dans le district du mont Usu (有珠郡, Usu-gun) où il parvient à bonifier les terres du « Village Date » (伊達村, Date-mura), devenu l'actuelle municipalité de Date à la suite de fusions entre villages avoisinants.

## Source de la traduction
- (en) Cet article est partiellement ou en totalité issu de l’article de Wikipédia en anglais intitulé « Date Kunishige » (voir la liste des auteurs).